# 98 г. пр.н.е.
98 (деветдесет и осма) година преди новата ера (пр.н.е.) е година от доюлианския (Помпилийски) римски календар.

## Събития

### В Римската република
- Консули са Квинт Цецилий Метел Непот и Тит Дидий.
- Приет е предложеният от консулите Lex Caecilia Didia, по силата на който се забранява в отделните закони да се съдържат несвързани една с друга норми.[1]
- 26 януари – триумф на Луций Корнелий Долабела за победата си над лузитаните.[2]

## Родени
- Публий Нигидий Фигул, римски учител, политик и философ (умрял 45 г. пр.н.е.)[3]
- Теренция, първата съпруга на Марк Тулий Цицерон (умряла 4 г.)